# Loxosceles vallenar
Espèce
Loxosceles vallenar est une espèce d'araignées aranéomorphes de la famille des Sicariidae.

## Distribution
Cette espèce est endémique de la région d'Atacama au Chili,. Elle se rencontre vers Vallenar.

## Description
La femelle holotype mesure 6,0 mm.
Le mâle décrit par Magalhaes, IIuri, Brescovit et Pizarro-Araya en 2024 mesure 3,62 mm.

## Systématique et taxinomie
Cette espèce a été décrite par Brescovit, Taucare-Ríos, Magalhães et Santos en 2017.

## Étymologie
Son nom d'espèce lui a été donné en référence au lieu de sa découverte, Vallenar.

## Publication originale
- Brescovit, Taucare-Ríos, Magalhães & Santos, 2017 : « On Chilean Loxosceles (Araneae: Sicariidae): first description of the males of L. surca and L. coquimbo, new records of L. laeta and three remarkable new species from coastal deserts. » European Journal of Taxonomy, vol. 388, p. 1-20.